# Мориц (Золмс-Браунфелс)
Мориц фон Золмс-Браунфелс (на немски: Moritz Graf von Solms-Braunfels; * 21 ноември 1622, Хунген; † 30 ноември 1678, Хунген) е граф на Золмс-Браунфелс в Хунген в Среден Хесен.

## Произход
Той е син на граф Райнхард фон Золмс-Браунфелс-Хунген (1573 – 1630) и втората му съпруга вилд-и рейнграфиня Елизабет фон Салм-Даун (1593 – 1656), вдовица на граф Филип Лудвиг I фон Изенбург-Бюдинген (1593 – 1615), дъщеря на вилд-и рейнграф Адолф Хайнрих фон Салм-Даун (1557 – 1606) и Юлиана фон Насау-Диленбург (1565 – 1630).
Майка му се омъжва трети път на 3 септември 1653 г. за княз Лудвиг Хайнрих фон Насау-Диленбург (1594 – 1662) и умира малко след сватбата и е погребана в Хунген.

## Фамилия
Мориц фон Золмс-Браунфелс се жени на 9 март 1645 г. за Флорентина ван Бредероде (* 7 януари/13 февруари 1624, Вианен; † 13 януари 1698, Франкфурт на Майн), дъщеря на Йохан Волфарт ван Бредероде (1599 – 1655) и графиня Анна Йохана фон Насау-Зиген (1594 – 1636), дъщеря на граф Йохан II фон Насау-Зиген (1561 – 1623) и Магдалена фон Валдек (1558 – 1599). Те имат един син:
- Райнхард Волфхарт фон Золмс-Браунфелс (* 11 септември 1655, Хунген; † 9 май 1675, от едра шарка, Хага)